# Ґавазі (Кварелі)
Ґавазі (груз. გავაზი) — село в Грузії.
За даними перепису населення 2014 року в селі проживає 2945 осіб.